# Richard Westmacott

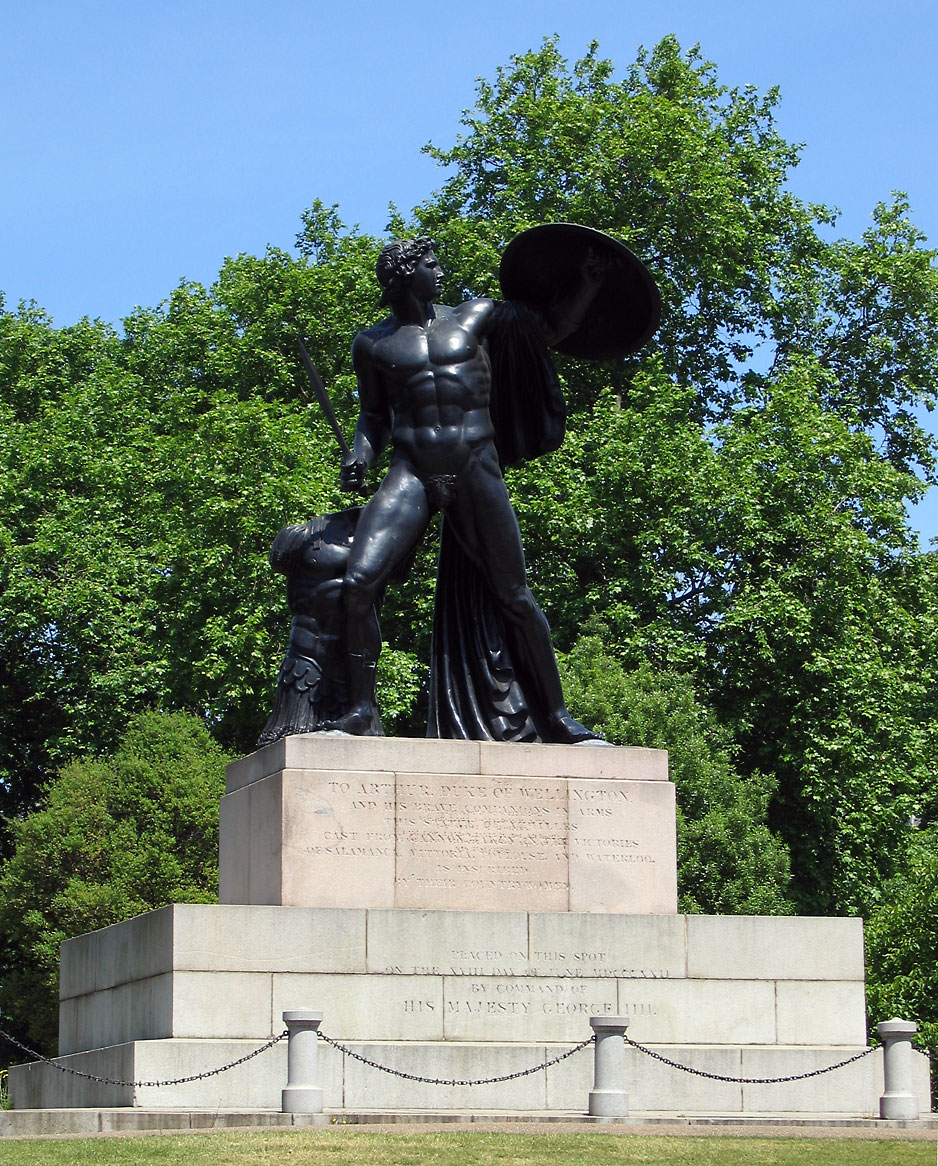
Statua Achilles (1822), pomnik Wellingtona w londyńskim Hyde Park

Sir Richard Westmacott (ur. 15 lipca 1775 w Londynie, zm. 1 września 1856 tamże) – angielski rzeźbiarz neoklasyczny.
Był synem rzeźbiarza Richarda Westmacotta (1746–1808) i Sary (Sarah) Vardy (1750–1826), córki wytwórcy mebli Thomasa Vardy’ego. Rzemiosła rzeźbiarskiego początkowo uczył się pod okiem ojca. Studiował w Rzymie pod kierunkiem Antonio Canovy. W 1811 został wybrany do Royal Academy of Arts, w latach 1827–1854 był profesorem rzeźby tej instytucji. Jest autorem m.in. pomników w Opactwie Westminsterskim, katedrze św. Pawła w Londynie oraz rzeźby Achilles w londyńskim Hyde Park, stanowiącej część pomnika Wellingtona.
Jego synem był Richard Westmacott (1799–1872), również został rzeźbiarzem.